# 第69回英国アカデミー賞
第69回英国アカデミー賞（だい69かいえいこくアカデミーしょう）は、2015年の映画を対象としており、2016年2月14日にロンドンのロイヤル・オペラ・ハウスで授賞式が行われた。

## 受賞とノミネート
ノミネートは2016年1月8日に発表された。太字が受賞。
| 作品賞 | 監督賞 |
| --- | --- |
| - 『レヴェナント: 蘇えりし者』 - 『スポットライト 世紀のスクープ』 - 『ブリッジ・オブ・スパイ』 - 『マネー・ショート 華麗なる大逆転』 - 『キャロル』 | - アレハンドロ・ゴンサレス・イニャリトゥ - 『レヴェナント: 蘇えりし者』 - アダム・マッケイ - 『マネー・ショート 華麗なる大逆転』 - スティーヴン・スピルバーグ - 『ブリッジ・オブ・スパイ』 - リドリー・スコット - 『オデッセイ』 - トッド・ヘインズ - 『キャロル』                                                                                     |
| 主演男優賞 | 主演女優賞 |
| - レオナルド・ディカプリオ - 『レヴェナント: 蘇えりし者』 - ヒュー・グラス役 - エディ・レッドメイン - 『リリーのすべて』 - アイナー・ヴェイナー / リリー・エルベ役 - マイケル・ファスベンダー - 『スティーブ・ジョブズ』 - ティーブ・ジョブズ役 - マット・デイモン - 『オデッセイ』 - マーク・ワトニー役 - ブライアン・クランストン - 『トランボ ハリウッドに最も嫌われた男』 - ダルトン・トランボ役 | - ブリー・ラーソン - 『ルーム』 - ママ / ジョイ・ニューサム役 - マギー・スミス - 『ミス・シェパードをお手本に』 - ミス・シェパード役 - アリシア・ヴィカンダー - 『リリーのすべて』 - ゲルダ・ヴェイナー役 - ケイト・ブランシェット - 『キャロル』 - キャロル・エアード役 - シアーシャ・ローナン - 『ブルックリン』 - エイリシュ・レイシー役            |
| 助演男優賞 | 助演女優賞 |
| - マーク・ライランス - 『ブリッジ・オブ・スパイ』 - ルドルフ・アベル役 - イドリス・エルバ - 『ビースト・オブ・ノー・ネーション』 - コマンダント役 - クリスチャン・ベイル - 『マネー・ショート 華麗なる大逆転』 - マイケル・バーリ役 - マーク・ラファロ - 『スポットライト 世紀のスクープ』 - マイク・レゼンデス役 - ベニチオ・デル・トロ - 『ボーダーライン』 - アレハンドロ役                       | - ケイト・ウィンスレット - 『スティーブ・ジョブズ』 - ジョアンナ・ホフマン役 - ジェニファー・ジェイソン・リー - 『ヘイトフル・エイト』 - デイジー・ドメルグ役 - アリシア・ヴィカンダー - 『エクス・マキナ』 - エヴァ役 - ジュリー・ウォルターズ - 『ブルックリン』 - ミス・キーオ役 - ルーニー・マーラ - 『ナイトクローラー』 - テレーズ・ベリベット役 |
| オリジナル脚本賞 | 脚色賞 |
| - トム・マッカーシー、ジョシュ・シンガー - 『スポットライト 世紀のスクープ』 - ジョシュ・クーリー、ピート・ドクター、メグ・レフォーヴ - 『インサイド・ヘッド』 - クエンティン・タランティーノ - 『ヘイトフル・エイト』 - アレックス・ガーランド - 『エクス・マキナ』 - マット・シャルマン、イーサン・コーエン、ジョエル・コーエン - 『ブリッジ・オブ・スパイ』                                       | - アダム・マッケイ、チャールズ・ランドルフ - 『マネー・ショート 華麗なる大逆転』 - アーロン・ソーキン - 『スティーブ・ジョブズ』 - ニック・ホーンビィ - 『ブルックリン』 - フィリス・ナジー - 『キャロル』 - エマ・ドナヒュー - 『ルーム』 |
| 撮影賞 | 新人賞 |
| - エマニュエル・ルベツキ - 『レヴェナント: 蘇えりし者』 - ジョン・シール - 『マッドマックス 怒りのデス・ロード』 - ロジャー・ディーキンス - 『ボーダーライン』 - エド・ラックマン - 『キャロル』 - ヤヌス・カミンスキー - 『ブリッジ・オブ・スパイ』 | - ナジ・アブ・ヌワール、ルパート・ロイド - 『ディーブ』 - アレックス・ガーランド - 『エクス・マキナ』 - Sean Mcallister、Elhum Shakerifa - 『A Syrian Love Story』 - Debbie Tucker Green - 『Second Coming』 - Stephen Fingleton - 『The Survivalist』                                                                                                 |
| 英国作品賞 | ドキュメンタリー賞 |
| - 『ブルックリン』 - 『リリーのすべて』 - 『エクス・マキナ』 - 『AMY エイミー』 - 『さざなみ』 - 『ロブスター』 | - 『AMY エイミー』 - 『Listen to Me Marlon』 - 『わたしはマララ』 - 『Sherpa』 - 『カルテル・ランド』 |
| 作曲賞 | 音響賞 |
| - エンニオ・モリコーネ - 『ヘイトフル・エイト』 - トーマス・ニューマン - 『ブリッジ・オブ・スパイ』 - ジョン・ウィリアムズ - 『スター・ウォーズ/フォースの覚醒』 - ヨハン・ヨハンソン - 『ボーダーライン』 - 坂本龍一、カーステン・ニコライ - 『レヴェナント: 蘇えりし者』 | - 『レヴェナント: 蘇えりし者』 - 『マッドマックス 怒りのデス・ロード』 - 『スター・ウォーズ/フォースの覚醒』 - 『ブリッジ・オブ・スパイ』 - 『オデッセイ』 |
| プロダクションデザイン賞 | 特殊視覚効果賞 |
| - コリン・ギブソン、Lisa Thompson - 『マッドマックス 怒りのデス・ロード』 - リック・カーター、ダーレン・ギルフォード、Lee Sandales - 『スター・ウォーズ/フォースの覚醒』 - アダム・ストックハウゼン、Rena DeAngelo - 『ブリッジ・オブ・スパイ』 - アーサー・マックス、Celia Bobak - 『オデッセイ』 - ジュディ・ベッカー、Heather Loeffler- 『キャロル』                                              | - 『スター・ウォーズ/フォースの覚醒』 - 『アントマン』 - 『マッドマックス 怒りのデス・ロード』 - 『オデッセイ』 - 『エクス・マキナ』 |
| 衣裳デザイン賞 | メイクアップ&ヘア賞 |
| - ジェニー・ビーヴァン - 『マッドマックス 怒りのデス・ロード』 - オディール・ディックス＝ミロー - 『ブルックリン』 - パコ・デルガド - 『リリーのすべて』 - サンディ・パウエル - 『シンデレラ』 - サンディ・パウエル - 『キャロル』 | - 『マッドマックス 怒りのデス・ロード』 - 『ブルックリン』 - 『キャロル』 - 『レヴェナント: 蘇えりし者』 - 『リリーのすべて |
| 編集賞 | 非英語作品賞 |
| - 『マッドマックス 怒りのデス・ロード』 - 『マネー・ショート 華麗なる大逆転』 - 『ブリッジ・オブ・スパイ』 - 『レヴェナント: 蘇えりし者』 - 『オデッセイ』 | - 『人生スイッチ』 - 『黒衣の刺客』 - 『禁じられた歌声』 - 『フレンチアルプスで起きたこと』 - 『ディーブ』 |
| アニメ映画賞 | 短編アニメ賞 |
| - 『インサイド・ヘッド』 - 『映画 ひつじのショーン 〜バック・トゥ・ザ・ホーム〜』 - 『ミニオンズ』 | |
| 短編実写賞 | 英国短編アニメ賞 |
| - 『Operator』 - 『Elephant』 - 『Mining Poems or Odes』 - 『Samuel-613』 - 『Over』 | - 『Edmond』 - 『Manoman』 - 『Prologue』 |
| EEライジング・スター賞 | フェローシップ賞 |
| - ジョン・ボイエガ - タロン・エジャトン - ダコタ・ジョンソン - ブリー・ラーソン - ベル・パウリー | - シドニー・ポワチエ |

## 複数ノミネート
- 9: 『キャロル』『ブリッジ・オブ・スパイ』
- 8: 『レヴェナント: 蘇えりし者』